# Bourgogne (Marne)
Bourgogne és un municipi francès, situat al departament del Marne i a la regió del Gran Est. L'any 2007 tenia 1.011 habitants.

## Demografia

### Població
El 2007 la població de fet de Bourgogne era de 1.011 persones. Hi havia 358 famílies, de les quals 53 eren unipersonals (16 homes vivint sols i 37 dones vivint soles), 126 parelles sense fills, 171 parelles amb fills i 8 famílies monoparentals amb fills.
La població ha evolucionat segons el següent gràfic:
Habitants censats

### Habitatges
El 2007 hi havia 383 habitatges, 362 eren l'habitatge principal de la família, 2 eren segones residències i 19 estaven desocupats. 369 eren cases i 14 eren apartaments. Dels 362 habitatges principals, 287 estaven ocupats pels seus propietaris, 71 estaven llogats i ocupats pels llogaters i 4 estaven cedits a títol gratuït; 2 tenien una cambra, 3 en tenien dues, 28 en tenien tres, 67 en tenien quatre i 262 en tenien cinc o més. 326 habitatges disposaven pel capbaix d'una plaça de pàrquing. A 130 habitatges hi havia un automòbil i a 219 n'hi havia dos o més.

### Piràmide de població
La piràmide de població per edats i sexe el 2009 era:
| Homes | Edats   | Dones |
| ----- | ------- | ----- |
| 0     | 95 o +  | 0     |
| 0     | 90 a 94 | 0     |
| 8     | 85 a 89 | 4     |
| 0     | 80 a 84 | 8     |
| 16    | 75 a 79 | 16    |
| 12    | 70 a 74 | 12    |
| 20    | 65 a 69 | 24    |
| 24    | 60 a 64 | 16    |
| 36    | 55 a 59 | 20    |
| 32    | 50 a 54 | 40    |
| 28    | 45 a 49 | 28    |
| 48    | 40 a 44 | 60    |
| 20    | 35 a 39 | 32    |
| 28    | 30 a 34 | 28    |
| 32    | 25 a 29 | 20    |
| 20    | 20 a 24 | 4     |
| 44    | 15 a 19 | 44    |
| 16    | 10 a 14 | 32    |
| 36    | 5 a 9   | 16    |
| 16    | 0 a 4   | 32    |

## Economia
El 2007 la població en edat de treballar era de 642 persones, 479 eren actives i 163 eren inactives. De les 479 persones actives 456 estaven ocupades (240 homes i 216 dones) i 23 estaven aturades (11 homes i 12 dones). De les 163 persones inactives 56 estaven jubilades, 72 estaven estudiant i 35 estaven classificades com a «altres inactius».

### Ingressos
El 2009 a Bourgogne hi havia 378 unitats fiscals que integraven 1.031 persones, la mediana anual d'ingressos fiscals per persona era de 21.580 €.

### Activitats econòmiques
Dels 37 establiments que hi havia el 2007, 2 eren d'empreses alimentàries, 1 d'una empresa de fabricació d'altres productes industrials, 7 d'empreses de construcció, 6 d'empreses de comerç i reparació d'automòbils, 9 d'empreses de transport, 1 d'una empresa d'hostatgeria i restauració, 2 d'empreses financeres, 1 d'una empresa de serveis, 6 d'entitats de l'administració pública i 2 d'empreses classificades com a «altres activitats de serveis».
Dels 11 establiments de servei als particulars que hi havia el 2009, 1 era una oficina de correu, 1 taller de reparació d'automòbils i de material agrícola, 2 paletes, 2 guixaires pintors, 1 fusteria, 1 lampisteria, 1 electricista, 1 perruqueria i 1 saló de bellesa.
Dels 3 establiments comercials que hi havia el 2009, 1 era una botiga de més de 120 m² i 2 fleques.
L'any 2000 a Bourgogne hi havia 20 explotacions agrícoles que ocupaven un total de 1.972 hectàrees.

## Equipaments sanitaris i escolars
El 2009 hi havia 1 escola maternal i 1 escola elemental integrada dins d'un grup escolar amb les comunes properes formant una escola dispersa.

## Poblacions més properes
El següent diagrama mostra les poblacions més properes.